# Laurène Lusilawu
Laurène Lusilawu Bafuidisoni, née le 9 septembre 1993, est une footballeuse congolaise jouant au poste de milieu de terrain du FCF Amani. Elle est membre de l'équipe nationale féminine de la RD Congo.

## Carrière
Laurène Lusilawu joue pour le FC Solidarité et le Football Club Féminin Amani, elle est sélectionnée pour la RD Congo au niveau senior lors du Championnat d'Afrique féminin 2012.